# Inugami, le réveil du dieu chien
Pour les articles homonymes, voir Inugami.
Inugami, le réveil du dieu chien (犬神, Inugami) est un seinen manga de Masaya Hokazono, prépublié dans le Monthly Afternoon et publié par Kōdansha en 14 volumes reliés sortis entre 1997 et 2002. La version française est publiée aux éditions Delcourt en autant de volumes sortis entre 2002 et 2004.

## Synopsis
Fumiki, lycéen peu intéressé par les études, rêve de devenir poète. Un jour, il rencontre un grand chien (en réalité un loup), qui porte un numéro sur l'oreille, 23... et qui apprend à parler !
Ce chien raconte que, alors qu'il vivait dans la forêt, il a entendu une voix lui demandant d'aller « observer les Hommes ».
Par ailleurs, un mystérieux prophète-voyant recherche, par tous les moyens, tout ce qui a un rapport avec le chiffre 23.

## Parution
La série est prépubliée dans le Monthly Afternoon et publiée par Kōdansha en 14 volumes reliés sortis entre 1997 et 2002. Elle est rééditée par le même éditeur au format bunko, en six volumes sortis entre octobre 2008 et février 2009, puis en sept volumes sortis entre décembre 2002 et février 2003.
La version française est publiée aux éditions Delcourt en quatorze volumes sortis entre 2002 et 2004.

### Liste des volumes
| no | Japonais          | Japonais          | Français          | Français          |
| no | Date de sortie    | ISBN              | Date de sortie    | ISBN              |
| --- | ----------------- | ----------------- | ----------------- | ----------------- |
| 1 | 21 janvier 1997   | 978-4-06-314147-4 | 6 décembre 2002   | 978-2-8405-5966-5 |
| Liste des chapitres : - Chapitre 1 : La rencontre - Chapitre 2 : L'arbre de vie - Chapitre 3 : La mission - Chapitre 4 : La tradition populaire                                                              |                   |                   |                   |                   |
| 2 | 20 juin 1997      | 978-4-06-314153-5 | 17 février 2003   | 978-2-8405-5996-2 |
| Liste des chapitres : - Chapitre 5 : Le dieu violent - Chapitre 6 : L'ami - Chapitre 7 : Le combat - Chapitre 8 : Zéro - Chapitre 9 : La mémoire                                                             |                   |                   |                   |                   |
| 3 | 19 novembre 1997  | 978-4-06-314167-2 | 18 avril 2003     | 978-2-8478-9004-4 |
| Liste des chapitres : - Chapitre 10 : L'observateur et l'être absolu - Chapitre 11 : la résonance - Chapitre 12 : 23 - Chapitre 13 : L'évasion - Chapitre 14 : L'infection                                   |                   |                   |                   |                   |
| 4 | 21 avril 1998     | 978-4-06-314178-8 | 13 juin 2003      | 978-2-8478-9009-9 |
| Liste des chapitres : - Chapitre 15 : La certitude - Chapitre 16 : le regard du dieu - Chapitre 17 : Les retrouvailles - Chapitre 18 : Le souvenir - Chapitre 19 : la paix, le doute, le monde et le poème   |                   |                   |                   |                   |
| 5 | 19 septembre 1998 | 978-4-06-314189-4 | 24 octobre 2003   | 978-2-8478-9177-5 |
| Liste des chapitres : - Chapitre 20 : L'ange - Chapitre 21 : Tokonoyo, le pays imaginaire - Chapitre 22 : Le jeune homme - Chapitre 23 : Séparation pressentie - Chapitre 24 : Mimétisme                     |                   |                   |                   |                   |
| 6 | 19 février 1999   | 978-4-06-314199-3 | 24 mars 2004      | 978-2-8478-9178-2 |
| Liste des chapitres : - Chapitre 25 : La nouvelle espèce - Chapitre 26 : Espoir - Chapitre 27 : Poursuite - Chapitre 28 : Le système immunitaire - Chapitre 29 : Contre-attaque                              |                   |                   |                   |                   |
| 7 | 19 juillet 1999   | 978-4-06-314214-3 | 21 avril 2004     | 978-2-8478-9179-9 |
| Liste des chapitres : - Chapitre 30 : Douleur - Chapitre 31 : Le signal - Chapitre 32 : Combat - Chapitre 33 : Battements de cœur - Chapitre 34 : La vision                                                  |                   |                   |                   |                   |
| 8 | 14 décembre 1999  | 978-4-06-314226-6 | 16 juin 2004      | 978-2-8478-9180-5 |
| Liste des chapitres : - Chapitre 35 : Retrouvailles et... - Chapitre 36 : Liens - Chapitre 37 : Déchirure - Chapitre 38 : L'homme - Chapitre 39 : Contact                                                    |                   |                   |                   |                   |
| 9 | 19 avril 2000     | 978-4-06-314239-6 | 1er juillet 2004  | 978-2-8478-9482-0 |
| Liste des chapitres : - Chapitre 40 : Eight - Chapitre 41 : Mouvement fœtal - Chapitre 42 : Possession - Chapitre 43 : Vingt-trois - Chapitre 44 : Érosion                                                   |                   |                   |                   |                   |
| 10 | 20 septembre 2000 | 978-4-06-314250-1 | 25 avril 2004     | 978-2-8478-9504-9 |
| Liste des chapitres : - Chapitre 45 : Fumiki - Chapitre 46 : Écroulement - Chapitre 47 : Passé - Chapitre 48 : Oiseau de mauvais augure - Chapitre 49 : Bons et mauvais                                      |                   |                   |                   |                   |
| 11 | 20 février 2001   | 978-4-06-314261-7 | 15 septembre 2004 | 978-2-8478-9505-6 |
| Liste des chapitres : - Chapitre 50 : Ambition - Chapitre 51 : Règne du dieu de violence - Chapitre 52 : Échauffement - Chapitre 53 : Éternité - Chapitre 54 : Avenir sanglant                               |                   |                   |                   |                   |
| 12 | 21 août 2001      | 978-4-06-314271-6 | 20 octobre 2004   | 978-2-8478-9551-3 |
| Liste des chapitres : - Chapitre 55 : Survivants - Chapitre 56 : perte - Chapitre 57 : Faux dieu - Chapitre 58 : l'arche du Tokonoyo - Chapitre 59 : L'autre Fumiki - Chapitre 60 : Genèse                   |                   |                   |                   |                   |
| 13 | 21 mai 2002       | 978-4-06-314293-8 | 24 novembre 2004  | 9782847895926     |
| Liste des chapitres : - Chapitre 61 : Immortels - Chapitre 62 : Paix et sérénité - Chapitre 63 : L'arche - Chapitre 64 : Lieu de félicité - Chapitre 65 : Par delà le seuil - Chapitre 66 : Un jour sans fin |                   |                   |                   |                   |
| 14 | 20 novembre 2002  | 978-4-06-314308-9 | 8 décembre 2004   | 9782847895933     |
| Liste des chapitres : - Chapitre 67 : Enfance éternelle - Chapitre 68 : Être soi - Chapitre 69 : Incantation - Chapitre 70 : Voie de la vie - Chapitre 71 : Promesse - Chapitre 72 : Et tout refleurira...   |                   |                   |                   |                   |